# Eutaxia obovata
Eutaxia obovata là một loài thực vật có hoa trong họ Đậu, phân bố ở Tây Úc.

## Hình ảnh

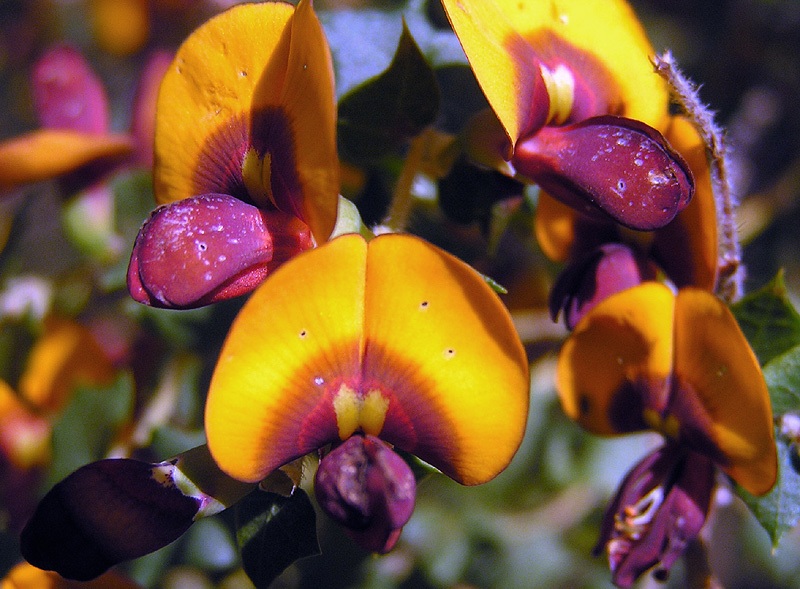